# Prometopiops politus
Prometopiops politus là một loài ruồi trong họ Tachinidae.